# Rio Forquilha (vattendrag i Brasilien, lat -26,13, long -52,82)
Rio Forquilha är ett vattendrag i Brasilien.   Det ligger i delstaten Paraná, i den södra delen av landet, 1 300 km söder om huvudstaden Brasília.
Trakten runt Rio Forquilha består till största delen av jordbruksmark. Runt Rio Forquilha är det ganska tätbefolkat, med 86 invånare per kvadratkilometer.